# Youyi Bridge
Die Youyi Bridge (chinesisch: 友誼橋, übersetzt: Brücke der Freundschaft) überbrückt den Indus bei dem Ort Thakot in der pakistanischen Provinz Khyber Pakhtunkhwa. Die Brücke gehört zum Karakorum Highway, der Pakistan mit China verbindet und in den Jahren von 1966 bis 1978 von chinesischen Organisationen und der Frontier Works Organization der pakistanischen Armee gebaut wurde.
Die zweispurige Hängebrücke ist zwischen den Ankerblöcken etwa 195 m lang und hat eine Spannweite von rund 127 m.
Im Jahr 2004 wurde die Brücke zum Gedenken an die chinesischen und pakistanischen Ingenieure und Arbeiter, die bei der Erbauung des Karakorum Highway starben, auf ihren heutigen Namen getauft. Für die chinesischen Mitarbeiter wurde etwa 1970 in Danyor ein Friedhof angelegt.
Zwischen 2010 und 2012 wurde 80 m flussabwärts eine neue, rund 240 m lange, etwas breitere Spannbetonbrücke mit einer Spannweite von rund 150 m gebaut.